# Šipunovskij rajon
Lo Šipunovskij rajon (in russo Шипуновский район?) è un rajon del kraj dell'Altaj, nella Russia asiatica.